# Хиральда

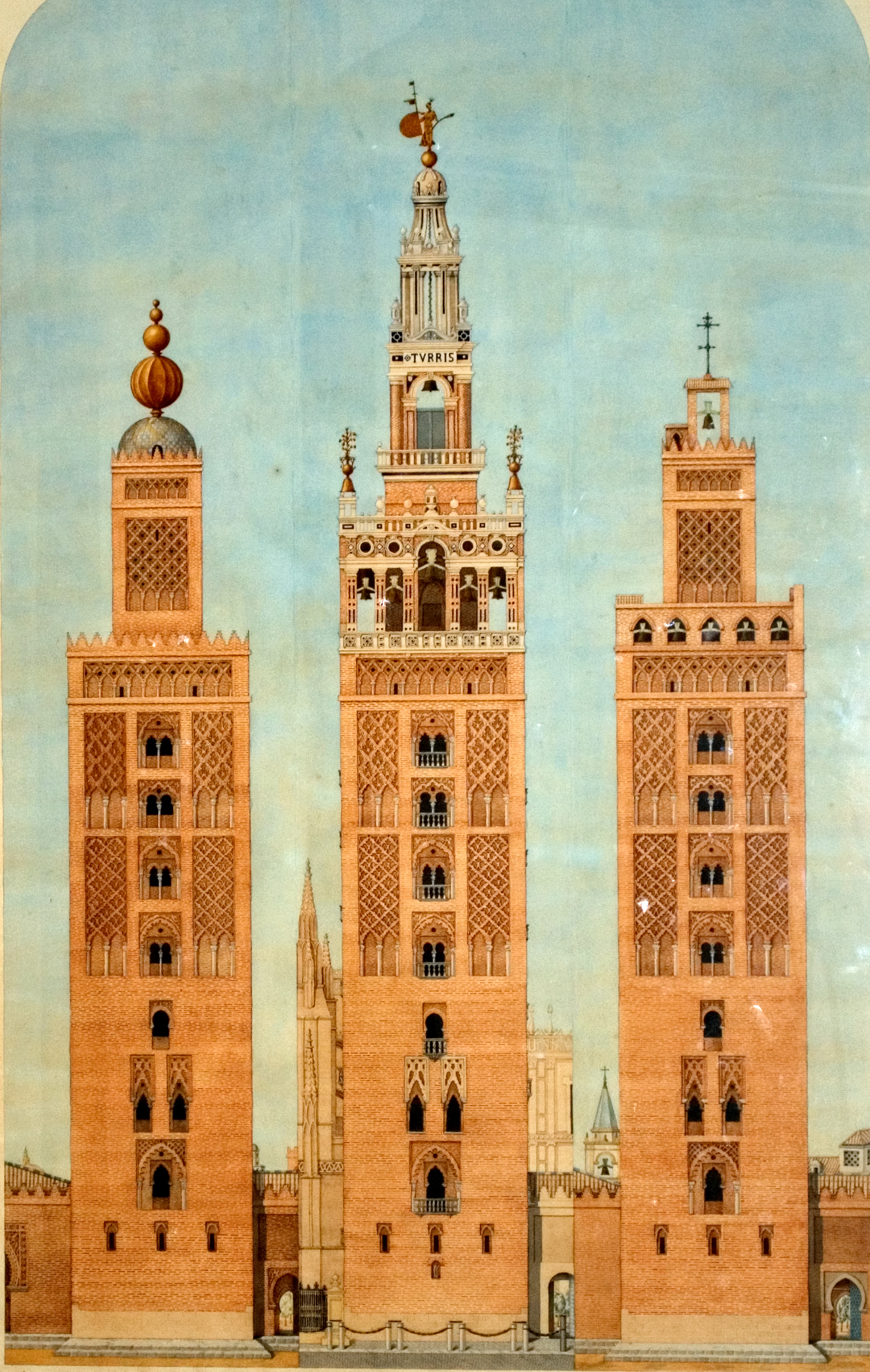
Хиральда в разных эпохах

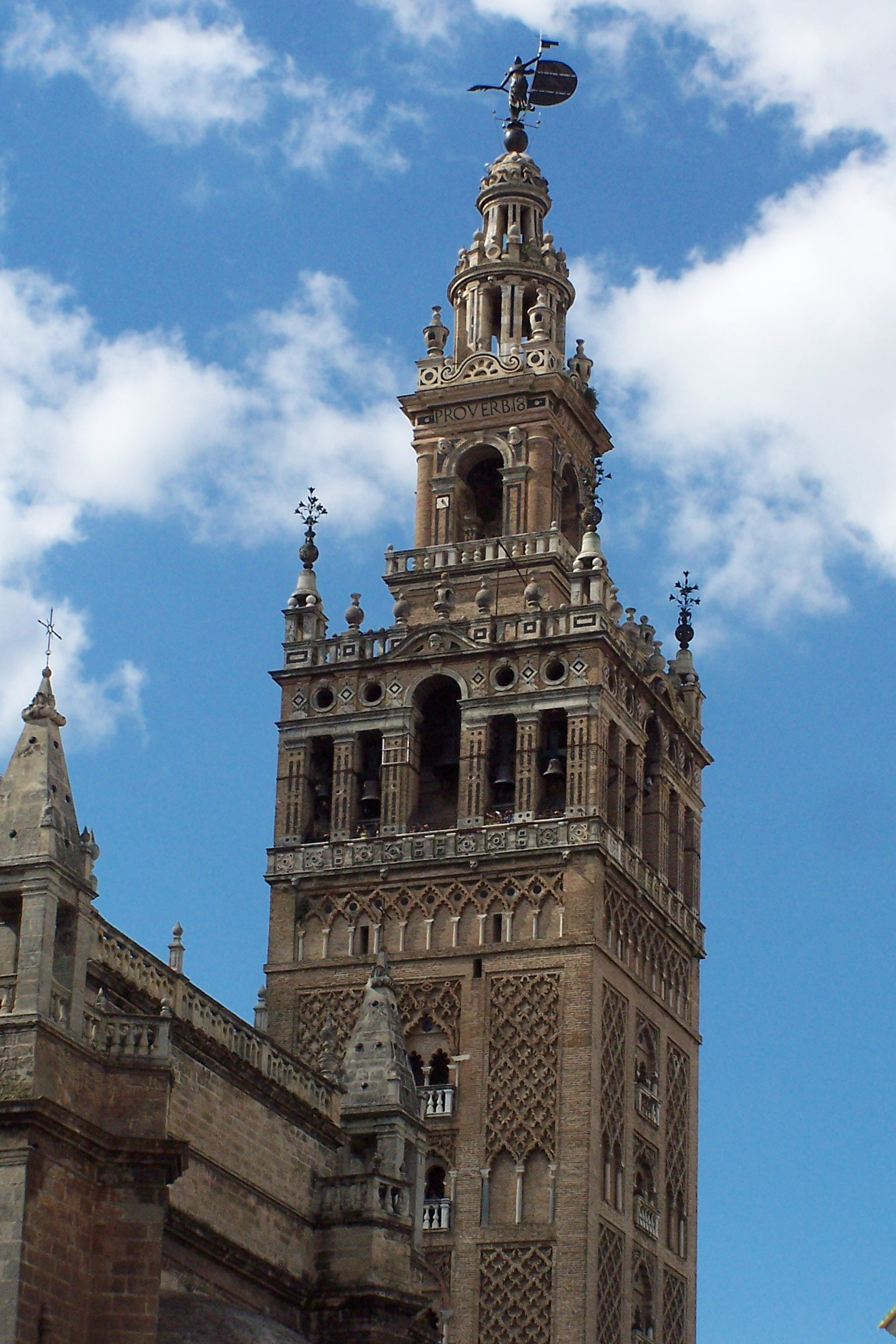
Хиральда

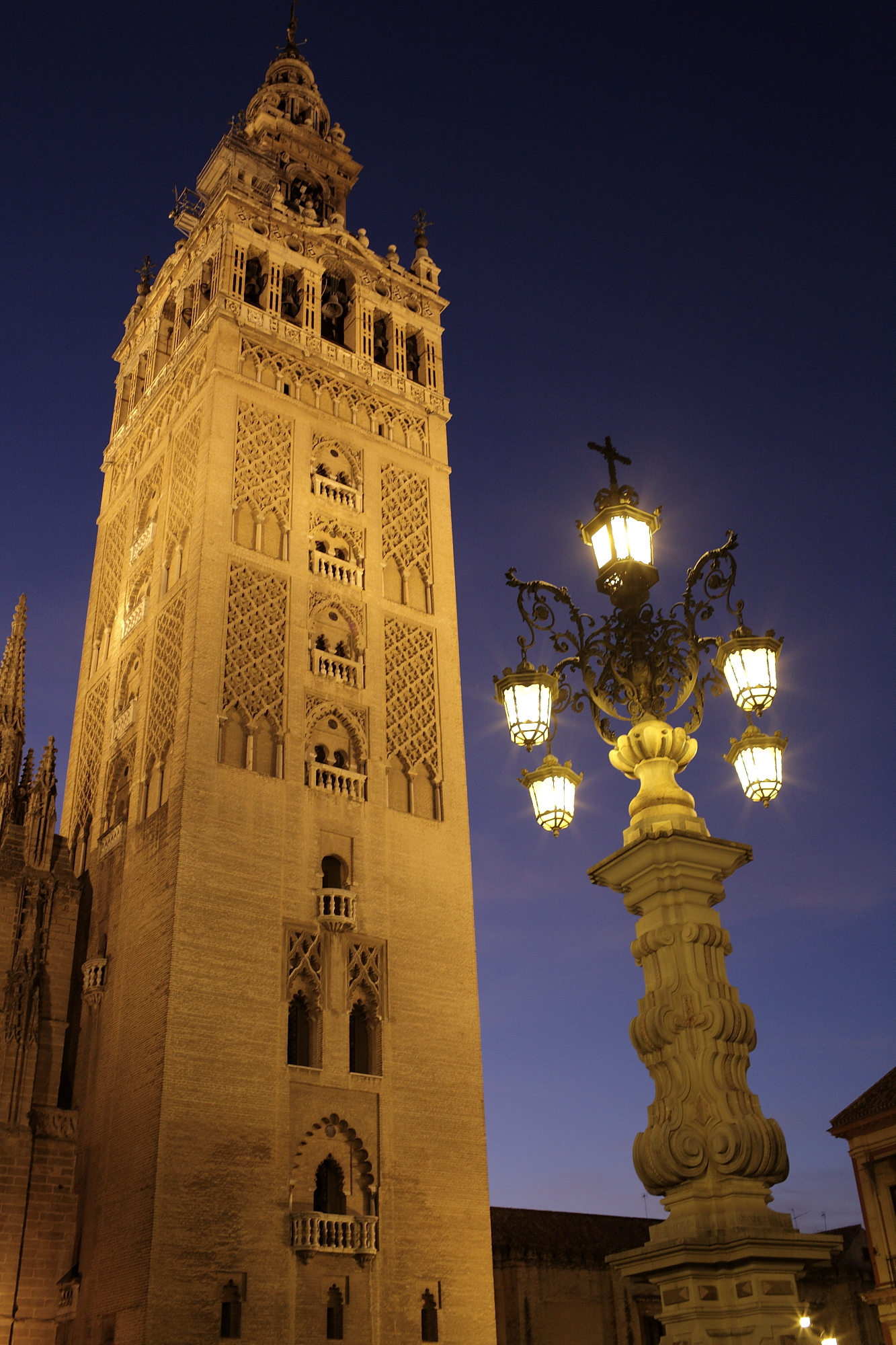
Хиральда ночью

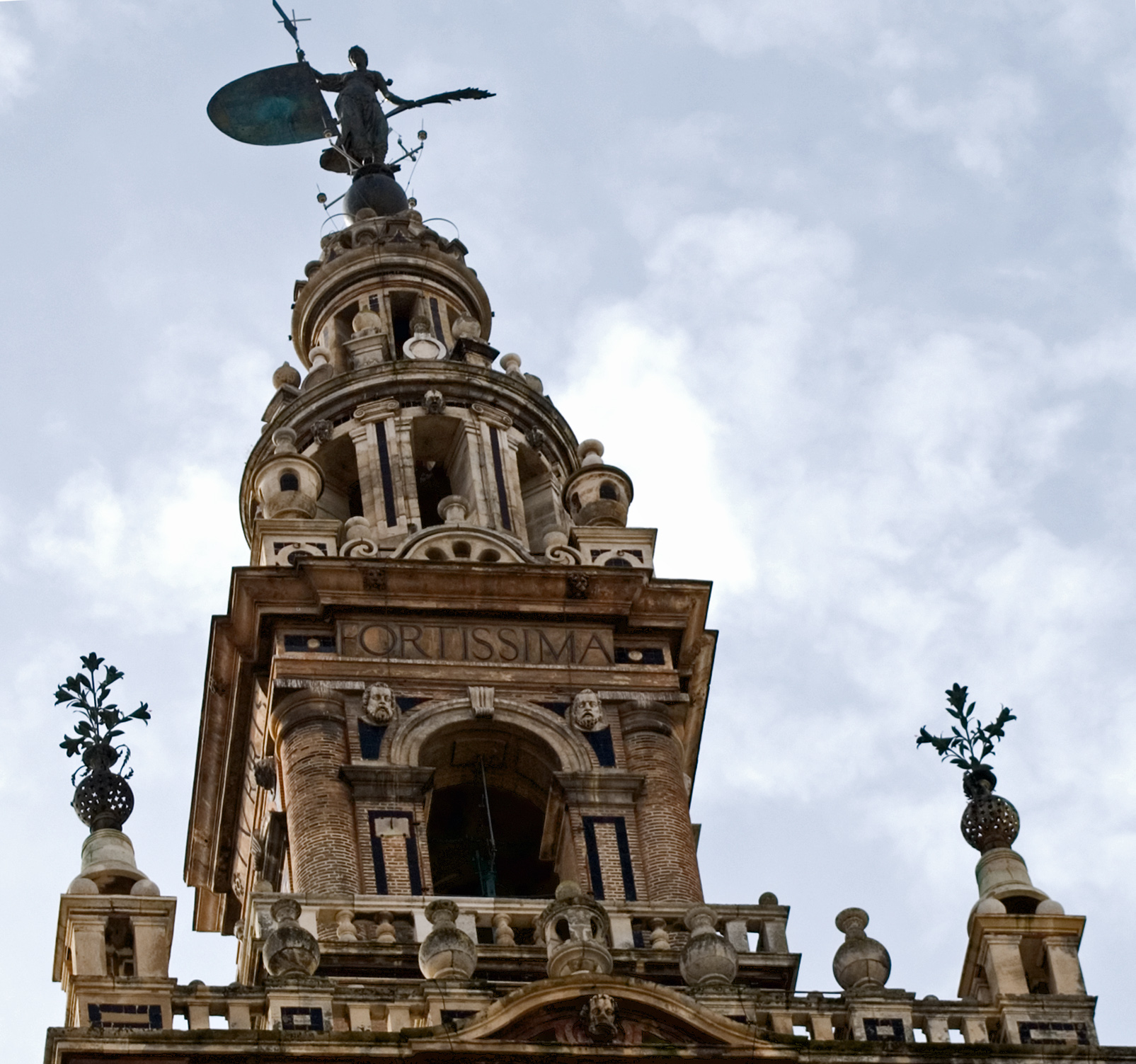
Хиральда (деталь)

Хира́льда (исп. Giralda — «флюгер») — достопримечательность, символ Севильи, четырёхугольная башня, поднимающаяся над Севильским кафедральным собором. Высота башни составляет около 98 м.

## История
Прототипом для постройки Хиральды послужил минарет мечети Кутубия в Марракеше (Марокко). Строительство было начато во время правления Абу Юсуфа Якуба аль-Мансура в 1184 году по проекту архитектора Ахмеда бен Бану, а закончено Али ал Гомара в 1198 году, в период расцвета мавританского искусства в Андалусии. Башня служила минаретом Большой мечети Севильи. Во времена арабского владычества Хиральду увенчивали четыре медных позолоченных шара. В хронике короля Альфонсо Мудрого отмечено, что когда солнце освещало шары, их отблеск был виден на расстоянии дня пути от города. Плоская крыша минарета позволяла использовать Хиральду как обсерваторию, в то время одну из крупнейших в Европе.
После того как в 1248 году Фердинандо III завоевал Севилью, мечеть использовали как собор, позднее перестроив в готическом стиле. Минарет, однако, сохранил свою первоначальную форму и стал использоваться в качестве колокольни Севильского собора.
В 1568 году кордовский архитектор Эрман Руис достроил башню в стиле испанского Ренессанса, добавив новую квадратную в плане звонницу, увенчанную тремя последовательно уменьшающими ярусами «фонарей». Верхний заканчивается стоящей на шаре четырёхметровой бронзовой статуей Веры со знаменем в руках, которая находится на высоте 83 метра и служит флюгером, по-испански, хиральдильо (отсюда название башни). Статуя была выполнена в 1568 году скульптором Бартоломе Морелем.
Хиральда единственная мусульманская постройка, устоявшая в длительную 16-месячную осаду Севильи христианами во времена Реконкисты. Со смотровой площадки открывается великолепный вид на Севилью.
Первоначально Ла Хиральдой называлась не вся колокольня, а сама статуя, которая своими размерами и массивностью производила сильнейшее впечатление на современников. Мериме в «Душах чистилища» утверждает, будто севильский «чичероне вам расскажет, как дон Жуан сделал странное предложение Хиральде — бронзовой фигуре, увенчивающей мавританскую башню собора, и как Хиральда его приняла».

## Архитектура
Древняя мавританская часть башни поднимается на 70 метров. Башня очень компактна по объёму, а тонкий орнамент на стенах придаёт ей особую лёгкость и стройность. В плане башня представляет собой четырёхугольник со стороной 13,6 метра. Основание башни сложено большими камнями из разрушенных римских построек, кое-где на камнях сохранились ещё римские надписи. Остальная часть башни построена из кирпича. Орнаментальный узор начинается лишь на высоте 25 метров. Орнамент начинается не от ребра башни а с некоторым отступом, слева и справа остаётся узкая свободная полоса. Снизу орнамент начинается от арок с нишами, разделёнными небольшими мраморными колоннами. Между полосами орнамента пробиты окна подковообразной формы.
Внутри башни идёт широкий пологий пандус. Пётр Петрович Гнедич писал, что по этой рампе можно было въезжать на коне на самый верх башни.